# 天燕座R
天燕座R，又名CP-76 924，HD 131109、SAO 257212、HR 5540，是天燕座的一颗恒星，视星等为5.34，位于銀經310.14，銀緯-15.6，其B1900.0坐标为赤經14h 46m 28.8s，赤緯-76° -15.6′ 19″。